# Lisa Verschueren
Lisa Verschueren (Sint-Niklaas, 14 juni 1995) is een voormalig Belgisch turnster. 

## Levensloop
Verschueren was gespecialiseerd in de brug en was aangesloten bij de club  Sportiva Sint-Gillis-Waas vzw. Wegens hartritmestoornissen moest Verschuren begin 2016 noodgedwongen stoppen met turnen op hoog niveau.

## Palmares

### 2014
- BK allround 53.199 punten
- 10e EK allround 54.728 punten
- 7e teamfinale 160.728 punten samen met Gaëlle Mys en Laura Waem

### 2013
- BK allround 51.098 punten
- 36e WK allround 51.599 punten
- 32e WK brug 13.200 punten
- 77e WK grondoefening 11.733 punten

### 2012
- BK allround 51.350 punten
- 6e EK teamfinale 163.821 punten samen met Julie Croket en Gaëlle Mys

### 2011
- 31e EK balk 13.025 punten
- 29e EK grondoefening 12.950 punten
- 51e WK balk 13.566 punten
- 85e WK brug 12.566 punten
- 85e WK grondoefening 12.766 punten